# Naftali Bon
Naftali Bon   (Kapsabet, 9 d'octubre de 1945 - Kapsabet, 2 de novembre de 2018) fou un atleta kenyata, especialista en curses de velocitat, que va competir durant la dècada de 1960.
El 1968 va prendre part en els Jocs Olímpics d'Estiu de Ciutat de Mèxic, on va disputar dues proves del programa d'atletisme. Formant equip amb Charles Asati, Hezahiah Nyamau i Daniel Rudisha va guanyar la medalla de plata en la prova dels 4x400 metres relleus, mentre en els 400 metres quedà eliminat en sèries.

## Millors marques
- 400 metres llisos. 46.21" (1968)[2]
- 800 metres llisos. 1' 46.5" (1968)[3]